# Teodor Černý
Teodor Černý (Kadaň, Ústí nad Labem, 18 de gener de 1957) va ser un ciclista txecoslovac, d'origen txec, que combinà la pista amb la carretera. Va guanyar una medalla als Jocs Olímpics de 1980, i un Campionat del món en Persecució per equips.

## Palmarès en pista
- 1980
  -  Medalla de bronze als Jocs Olímpics de Moscou en Persecució per equips (amb Martin Penc, Jiří Pokorný i Igor Sláma)
- 1986
  -  Campió del món en Persecució per equips (amb Pavel Soukup, Aleš Trčka i Svatopluk Buchta)